# Зырянская (деревня)
Зырянская — деревня в Байкаловском районе Свердловской области. Входит в состав Краснополянского сельского поселения. Управляется Еланской сельской администрацией.

## География
Населённый пункт расположен на правом берегу реки Ница в 28 километрах на северо-запад от села Байкалово — административного центра района.

### Часовой пояс
Зырянская, как и вся Свердловская область, находится в часовой зоне МСК+2. Смещение применяемого времени относительно UTC составляет +5:00.

## Население
| 2002 | 2010 | 2021 |
| ---- | ---- | ---- |
| 87   | ↘50  | ↘44  |

## Инфраструктура
Деревня разделена на две улицы (Ницинская, Центральная) и один переулок (Зелёный).

## Объекты культурного наследия
К бронзовому веку (4—1 тыс. лет до н. э.) относится найденная на берегу Ницы в 0,5 км к северо-западу от села стоянка.